# ГАЗ-24
ГАЗ-24 «Во́лга» — советский автомобиль бизнес-класса, серийно производившийся на Горьковском автомобильном заводе с 1968 по 1986 год.
24 модель «Волги» пришла на смену модели ГАЗ-21 «Волга», фактически став последним принципиально новым отечественным автомобилем этого класса ГАЗ, кузов которого послужил основой для модернизированной и рестайлинговой модели 3102 и паллиативных 31029/3110(5): ввиду непоявления современного для 1990 годов кузова ― ГАЗ-3103.

## История
Первые работы по созданию модели ГАЗ-24 были начаты в 1961 году, за которые взялся главный конструктор Горьковского завода Александр Невзоров. Проектированием внешнего вида занимались молодые дизайнеры Киреев и Циколенко. Одновременно разрабатывалось несколько вариантов под разные двигатели (рядный 4-цилиндровый, V-образный 8-цилиндровый).
Как и предыдущие модели ГАЗа, проект новой «Волги» ориентировался на североамериканский автопром, так как в 1950-е — 1970-е годы США прочно удерживали за собой статус ведущей автомобильной державы. Изначально «сверху» был спущен указ о том, чтобы просто «распрямить» одутловатый кузов ГАЗ-21 в угоду более модным строгим и лаконичным линиям середины — конца 1960-х годов. Ходовые прототипы для испытаний были построены в 1962—1963 годах, а эталонные образцы — в 1964—1966. В 1967 году автомобили были продемонстрированы руководству СССР в Кремле, где получили одобрение на массовое производство. Однако из-за начала арабо-израильских войн начало выпуска было отложено в угоду выпуску грузовиков и бронетранспортеров, для этого был переделан конвейер, на котором производились ГАЗ-21. Мелкосерийная сборка стартовала лишь в середине 1968 года (32 машины), массовое производство же приурочили к юбилею В. И. Ленина — 1970 год, когда было собрано 215 автомобилей по полностью серийной технологии, без остановки конвейера.

## Модификации и варианты
Горьковский автомобильный завод выпускал следующие модификации и варианты 24 модели ГАЗа:
- ГАЗ-24-01 — выпускавшаяся с 1970—1971 года для такси. Оснащалась специальной маркировкой кузова типа «шашечки», фонарем зеленого цвета «свободен», отделкой салона из кожзаменителя, вместо приемника устанавливался таксометр.
- ГАЗ-24-02 — выпускавшаяся серийно в 1972—1986 годах с пятидверным кузовом универсал.
- ГАЗ-24-03 — санитарный на базе ГАЗ-24-02
- ГАЗ-24-07 — выпускавшаяся в 1977—1985 годах для работы в такси, оснащалась газобаллонной установкой[10].
- ГАЗ-24-24 — версия для спецслужб, оснащалась двигателем ЗМЗ-2424, V8, 5,53 л, 195 л. с. и трёхступенчатой АКПП.
- ГАЗ-24-54 — праворульная экспортная модификация.
- ГАЗ-24-95 — опытная полноприводная модификация, созданная с использованием агрегатов ГАЗ-69. В начале 1974 года выпущено 5 штук, один экземпляр обслуживал Л. И. Брежнева в охотничьем угодье Завидово.

## ГАЗ-24-76 «Scaldia»
ГАЗ-24-76 «Scaldia» — экспортная модификация Волги ГАЗ-24 с кузовом седан, ГАЗ-24-77 с кузовом универсал, производившаяся в конце 1970-х годов.
Машинокомплекты этих моделей поставлялись для мелкосерийной сборки бельгийской компании Scaldia-Volga S.A. Силовым агрегатом являлся дизельный двигатель Peugeot Indenor XD2P; тормозная система, конструктивно отличная от штатной ГАЗ — марки Rover.
Основными покупателями данной модификации были таксомоторные предприятия Бельгии, Франции, стран Скандинавии. В 1990-е годы довольно много подержанных автомобилей бельгийской сборки были реэкспортированы в РФ, на часть из которых в связи с исчерпанием ресурса дизельных двигателей и отсутствием для них запчастей автовладельцы устанавливали карбюраторную версию ЗМЗ-402.

## Спорт

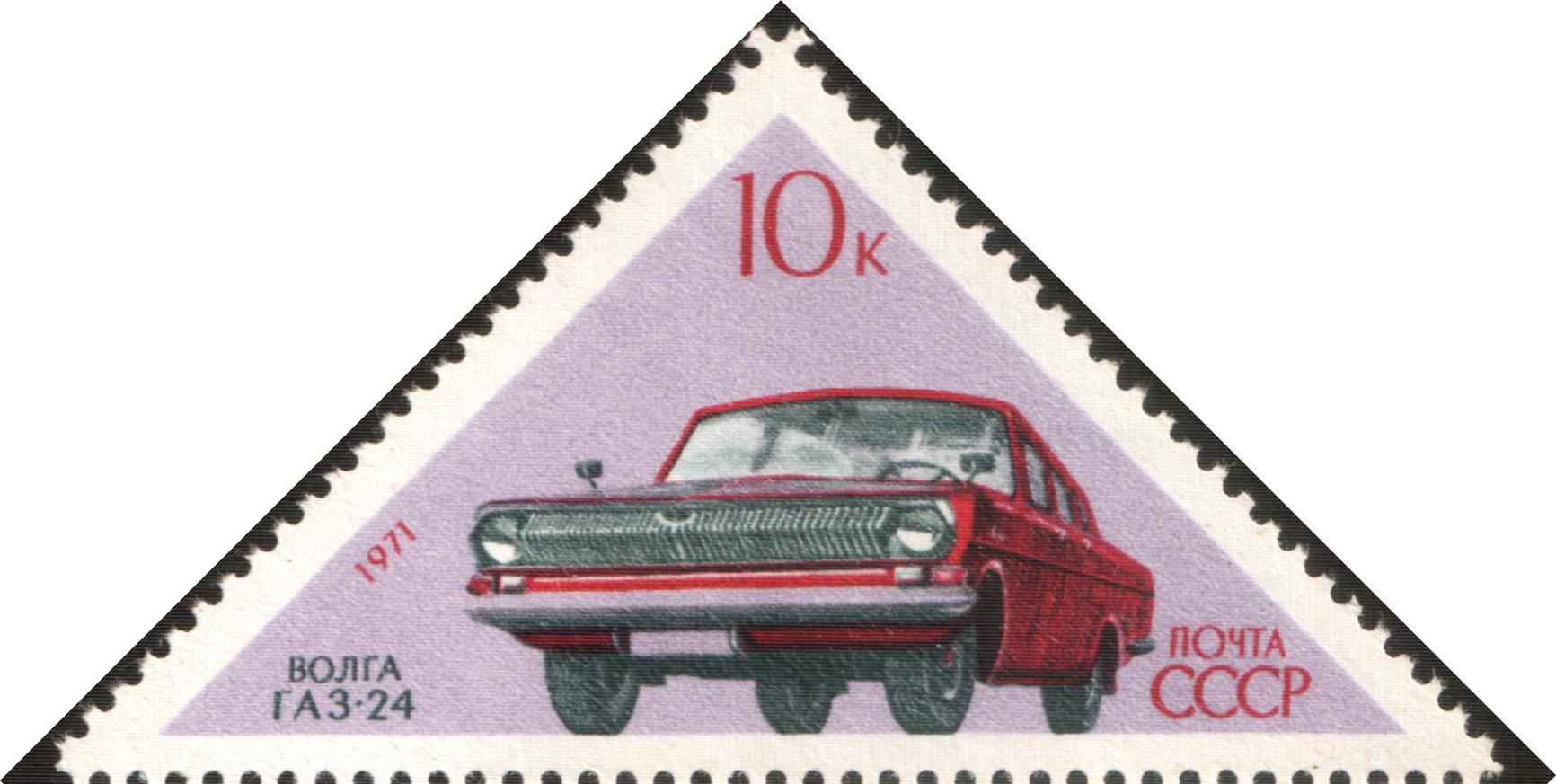
Марка СССРː Легковой автомобиль «Волга» ГАЗ-24. Серияː Советское автомобилестроение

Имевший невысокую степень форсировки в заводской комплектации базовый двигатель «Волги» в гоночных вариантах доводился до более 150 л. с. с того же рабочего объёма в 2,5 литра, что в сочетании с облегчением автомобиля и доработкой шасси давало хорошие динамические характеристики. На «Волгах» участвовали в ралли, кольцевых гонках, автокроссе, также популярностью у профессиональных водителей пользовались массовые соревнования среди работников таксо- и автопарков по фигурному вождению и автомногоборью.
В 2018 году автомобили ГАЗ-24 «Волга» и её модификации принимали участие в гонках на ретроавтомобилях Moscow Classic Grand Prix.

## Галерея

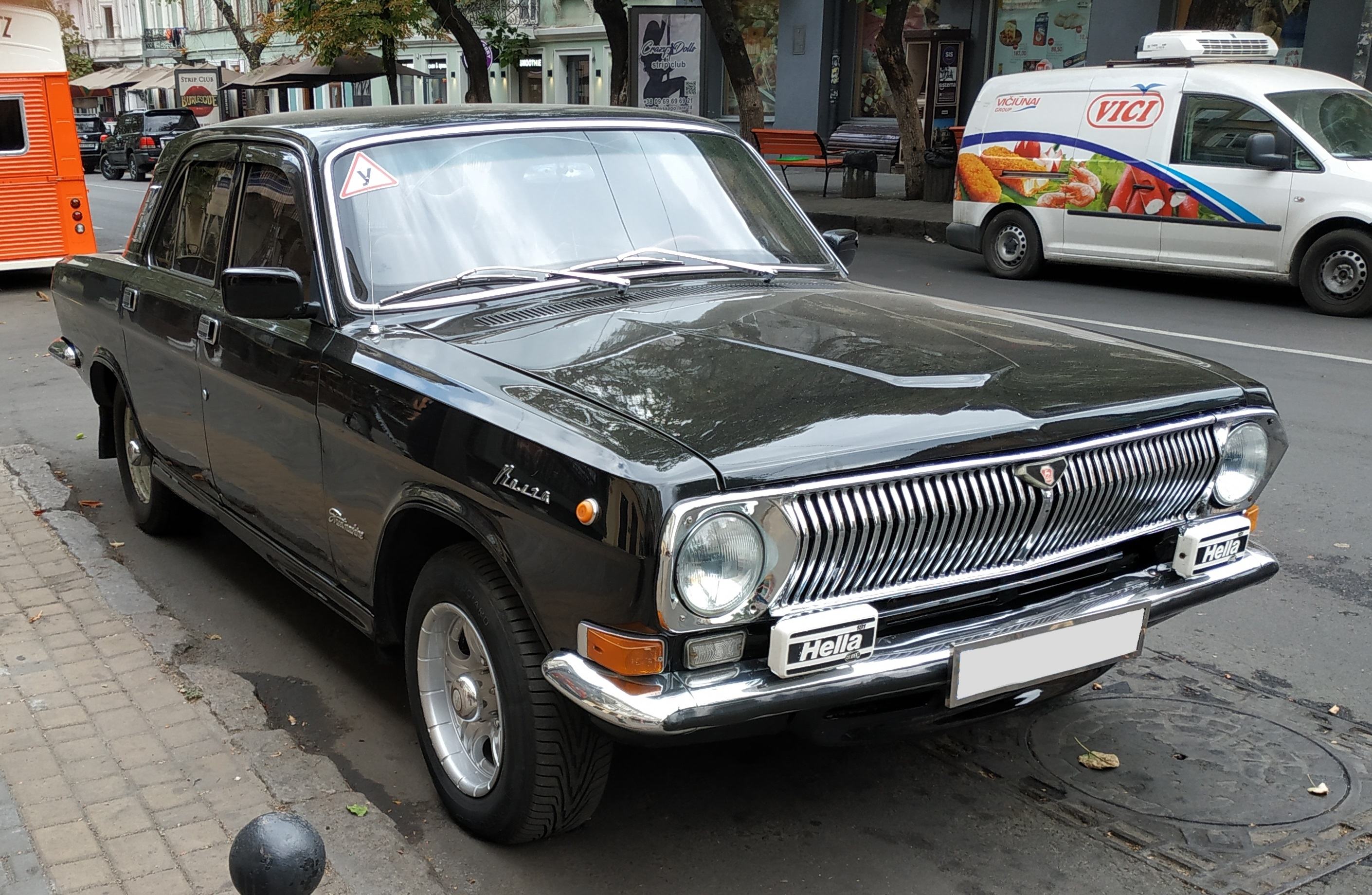
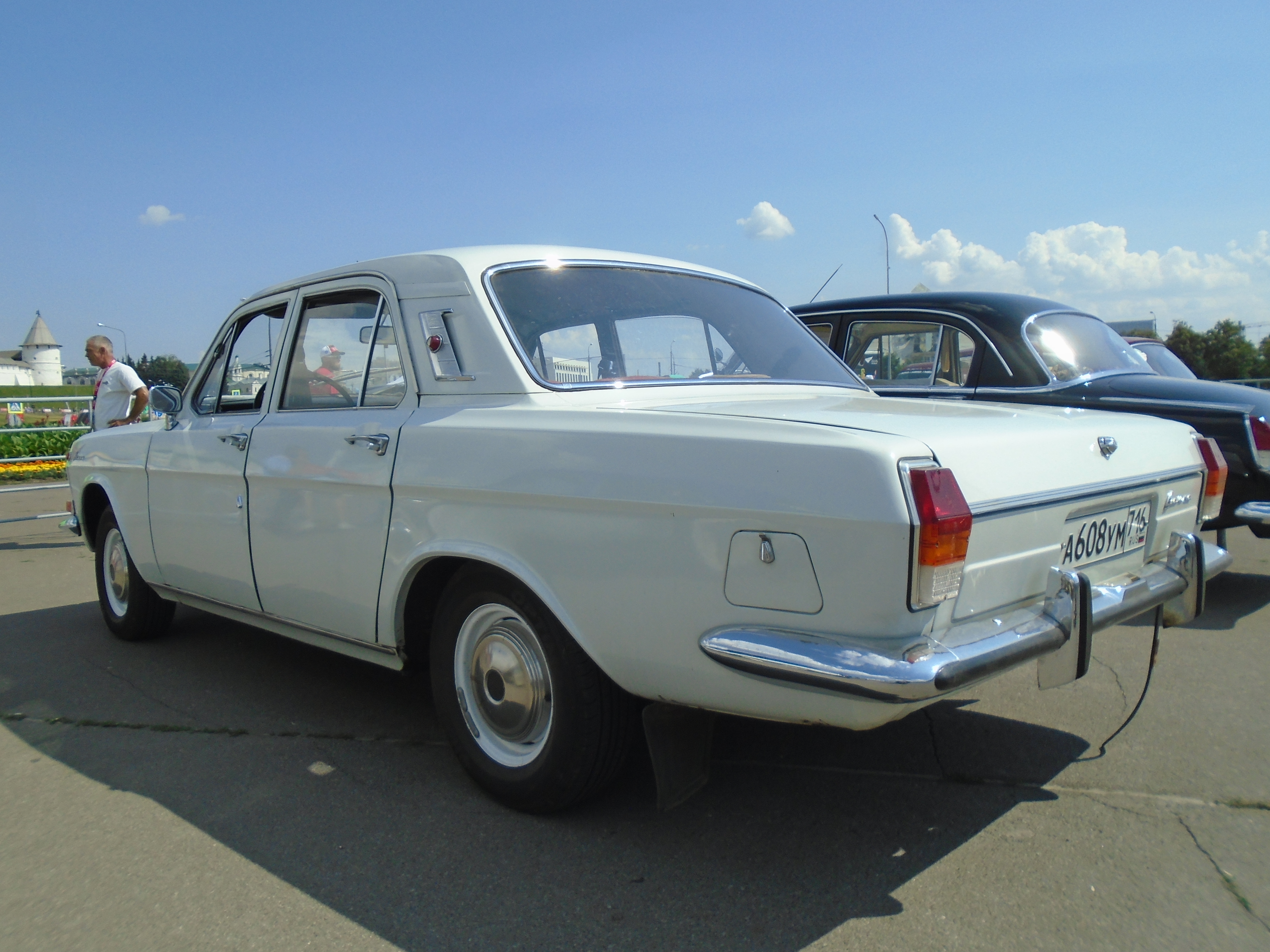
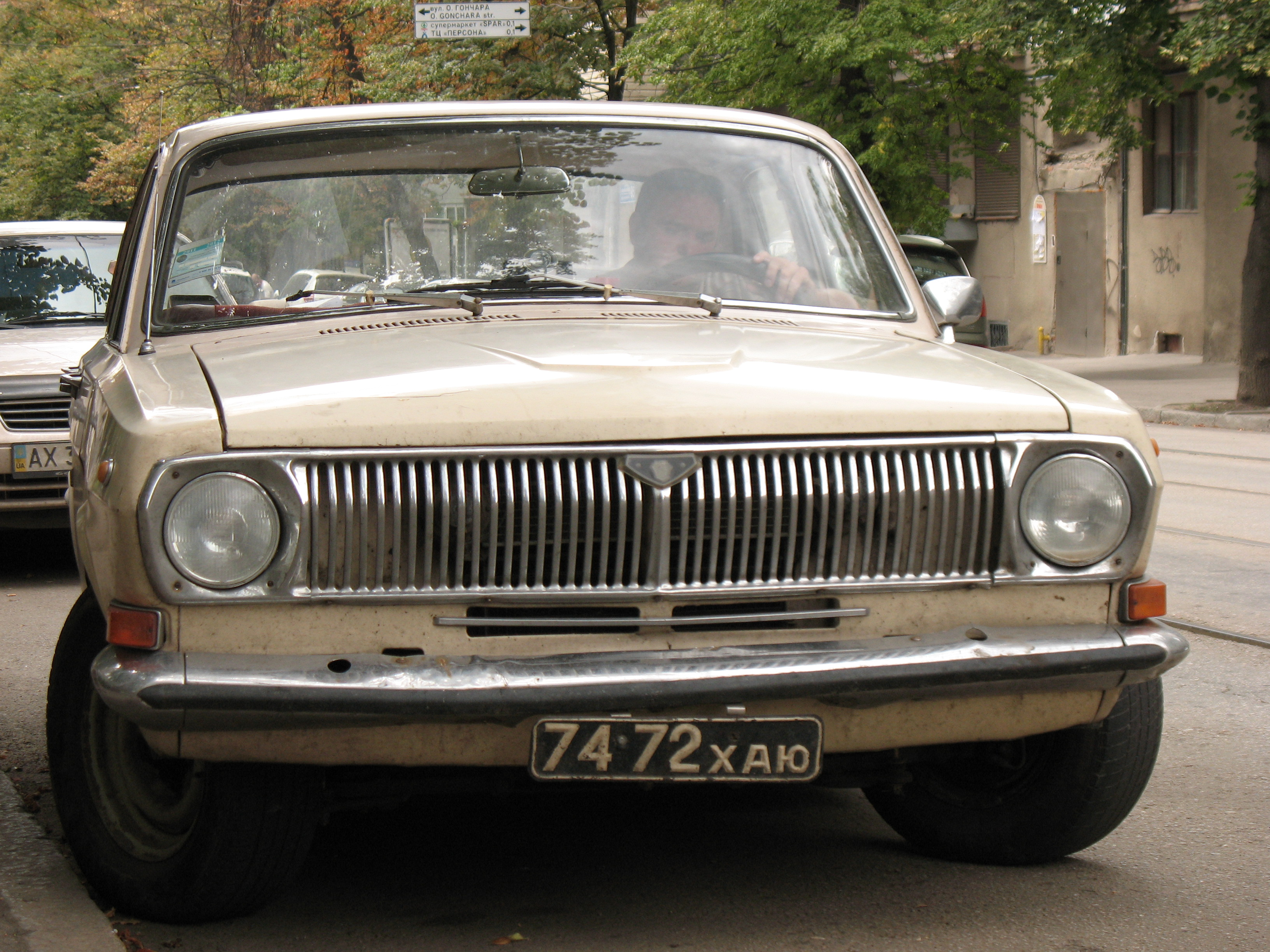